# ポリカオス属
ポリカオス属（ポリカオスぞく、学名: Polychaos）は、アメーボゾアのツブリネア綱、真アメーバ目に属する原生生物の属の1つである。比較的大型のアメーバであり、ふつう多数の円筒状の仮足（偽足）をもつ（図1）。仮足がやや扁平で隆起線を欠く点でアメーバ属と異なる。細胞質に多数の結晶状顆粒を含み、核は1個、核小体様構造は顆粒状または核膜に沿って存在する。淡水域に生育し、藻類や他の原生生物を捕食する。

## 特徴
比較的大型（50–400 µm）の単細胞アメーバであり、ふつうほぼ同等の多数の仮足（偽足）を掌状に伸ばしているが、移動速度が速いときにはしばしば進行方向に単一の仮足を伸ばす。仮足は円筒形または扁平、背面の隆起線を欠く。ウロイドは多様。
細胞質には、不規則、板状または両錐体形の結晶状顆粒が多数存在する。核は1個、球状から杯状、核小体様構造が散在または核膜に沿って存在する（図1）。
細い仮足を放射状に伸ばした浮遊型を形成することがある。シスト（耐久細胞）を形成するmのが報告されている。

## 生態
淡水域に分布する。藻類や他の原生生物を捕食する。

## 分類
ポリカオス属は、アメーバ属に分類されていた種を基に、Schaeffer (1926) によって記載された。以下の種を含む。
表1. ポリカオス属の種
- ポリカオス属 Polychaos Schaeffer, 1926
  - Polychaos dubius (Schaeffer, 1917) Schaeffer, 1926 （タイプ種）
= Amoeba dubia Schaeffer, 1917
多仮足体は 250–400 µm、単仮足体は 250–750 µm。核は球状から円盤状、直径 26–70 µm、核小体は顆粒状。
  - Polychaos nitidubium Bovee, 1970
多仮足体は 250–550 µm、単仮足体は 250–550 µm。核はカップ状、直径 27–35 µm、核小体は顆粒状。
  - Polychaos fasciculatum (Penard, 1902) Schaeffer, 1926
= Amoeba fasciculata Penard, 1902
大きさは 65–140 µm。核は球状、直径 11–23 µm、核小体は核膜に沿って三日月状。
  - Polychaos annulatum (Penard, 1902) Smirnov & Goodkov, 1997[9]
= Amoeba annulata Penard, 1902
大きさは 74–325 µm。核は球状、直径 11–25 µm、核小体は核膜に沿ってほぼ全面にある。
  - Polychaos timidum Bovee, 1972